# Michail Iwanowitsch Bytschkow
Michail Iwanowitsch Bytschkow (russisch Михаил Иванович Бычков; * 22. Mai 1926 in Ljuberzy, Russische SFSR; † 17. Mai 1997 in Moskau) war ein russischer Eishockeyspieler.

## Karriere
Während seiner Karriere spielte der Stürmer bei Krylja Sowetow Moskau. Insgesamt erzielte er 208 Tore in 280 Spielen in der sowjetischen Liga. So wurde er in das Team der sowjetischen Eishockeynationalmannschaft berufen. Am 29. Januar 1954 stand er in einem Spiel gegen Finnland zum ersten Mal für die Sbornaja auf dem Eis. Seine internationale Karriere wurde mit der Bronzemedaille bei den Olympischen Winterspielen 1960 gekrönt. Bei den Eishockey-Weltmeisterschaften wurde er ein Mal mit seiner Mannschaft Weltmeister (1954). Für die Nationalmannschaft erzielte er 14 Tore in 42 Länderspielen. Am 28. Februar 1960 bestritt er sein letztes Länderspiel.
Michail Bytschkow erhielt 1953 die staatliche Auszeichnung „Verdienter Meister des Sports“.